# Robert Falcon Scott
Kapetan Robert Falcon Scott CVO (Plymouth, 6. lipnja 1868. – Rossova ledena polica, 29. ožujka 1912.) bio je časnik Britanske kraljevske ratne mornarice i istraživač koji je vodio ekspedicije Discovery (1901. – 1904.) i Terra Nova (1910. – 1913.). S prvom je ekspedicijom među čijim su članovima bili Ernest Shackleton i Edward Wilson, došao je do 82°S čime je srušio rekord za najjužniju točku do koje je čovjek do tada uspio doći. S prvom je ekspedicijom također otkrio Antarktičku visoravan na kojoj se nalazi Južni pol. S drugom ekspedicijom koja je brojala pet članova, među kojima je bio Wilson, uspio je doći do Južnog pola 17. siječnja 1912. godine, manje od pet tjedana nakon Roalda Amundsena.
Planirani sastanak s potpornim skupinama u kojima su psi vukli sanjke, tada smještenih u baznom kampu, nije se dogodio, unatoč Scottovim pismenim naredbama. Scott i ostali članovi ekspedicije umrli su od iscrpljenosti, gladi i zime 261 km od baznog kampa u Hut Pointu te oko 12 km od idućeg skladišta. U studenom 1912. godine spasioci su pronašli tijela članova ekspedicija, Scottov dnevnik u kojem su posljednje rečenice nosile nadnevak 29. ožujak, i prve otkrivene antarktičke fosile. Pronađeni fosili pripadali su rodu Glossopteris te su dokazali da je Antarktika nekoć bila pokrivena šumama te da je bila povezana s drugim kontinentima.

## Vanjske poveznice
- Robert Falcon Scott Hrvatska enciklopedija
- Robert Falcon Scott Proleksis enciklopedija
- Works by Robert Falcon Scott at LibriVox (public domain audiobooks)
- Works by Robert Falcon Scott at Open Library
- Djela Robert Falcon Scott na Projekt Gutenbergu
- Works by or about Robert Falcon Scott at Internet Archive